# Théorème de Chen

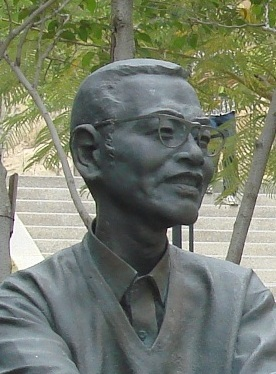
Le mathématicien chinois Chen Jingrun.

En mathématiques, le théorème de Chen, démontré par Chen Jingrun, énonce que : « Tout entier pair suffisamment grand est la somme d'un nombre premier et d'un nombre premier ou semi-premier (c.-à-d. produit de deux nombres premiers). »
Ce théorème entre dans le cadre général des résultats profonds motivés par la célèbre conjecture de Goldbach (tout entier pair supérieur à 3 est somme de deux nombres premiers). Les démonstrations actuelles reposent essentiellement sur des méthodes de crible. Le résultat ci-dessus date de 1966. Par la suite, diverses améliorations de ce théorème ont été obtenues. Par exemple, en 1978, Chen a démontré l'inégalité suivante. Si P(N) désigne le nombre de nombres premiers p tels que N – p est également premier, on a : 
La constante 7,8342 a été légèrement améliorée plus tard par D. H. Wu, qui a montré qu'elle pouvait être remplacée par 7,81565.